# Turret, The (udde i Antarktis, lat -60,67, long -45,15)
Turret, The är en udde i Antarktis. Den ligger i Sydorkneyöarna. Argentina och Storbritannien gör anspråk på området.
Terrängen inåt land är huvudsakligen kuperad, men västerut är den bergig. Havet är nära Turret, The åt nordost. Trakten är obefolkad. Det finns inga samhällen i närheten. 